# Iris (córka Taumasa)

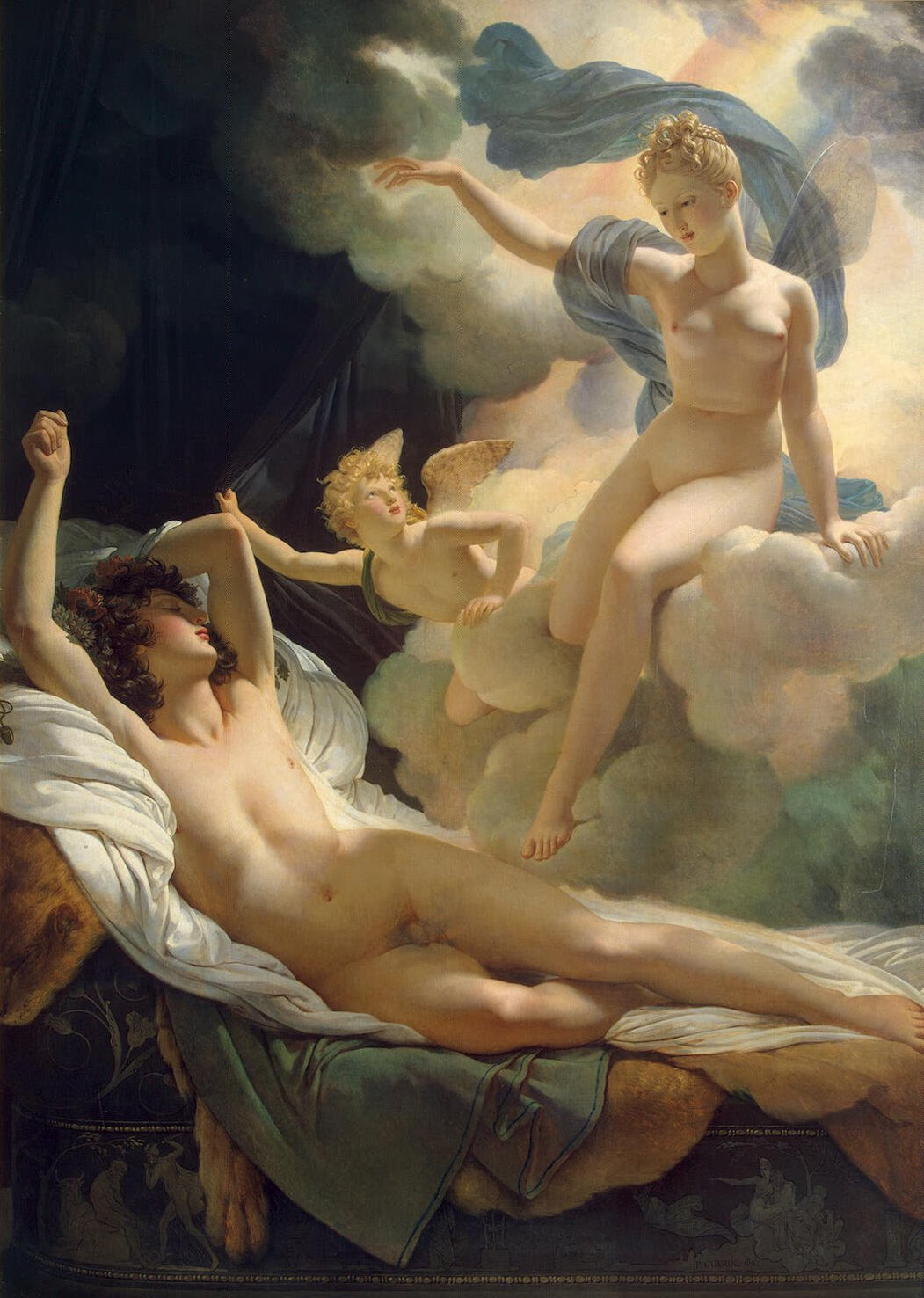
Pierre-Narcisse Guérin: Morfeusz i Iris, obraz olejny na płótnie, 1811, Ermitaż, Petersburg

Iris (także Iryda, Irys, Taumantyda; stgr. Ἶρις Iris ‘tęcza’, łac. Iris, Arcus ‘tęcza’) – w mitologii greckiej bogini i uosobienie tęczy oraz posłanka bogów i bogiń (w szczególnosci Hery).

## Mit
Według wierzeń starożytnych Greków pełniła funkcję posłanki bogów olimpijskich (szczególnie Zeusa i Hery), bowiem potrafiła rozpinać łuk tęczy, który łączył niebo z ziemią, tj. bogów z ludźmi (symbolizował różnego rodzaju więzi między bogami a ludźmi). W odróżnieniu od boga Hermesa, który był również niebiańskim posłańcem, nigdy nie wykonywała poleceń bogów, jedynie je oznajmiała.

Iris była pokojówką Hery. Pomagała królowej niebios przy nocnej i rannej toalecie i ścieliła jej łóżko. Sama nie kładła się nigdy. Nie zdejmując trzewików i nie rozwiązując pasa, drzemała gdziekolwiek bądź czujna na każde wołanie. Miała szerokie skrzydła i latała nawet prędzej od Hermesa. Posyłano ją na ziemię [...] jako bogini tęczy rozpinała ów cudny łuk siedmiobarwny, co ziemię łączył z niebem.

Uchodziła za córkę boga Taumasa i Okeanidy Elektry oraz za siostrę harpii. Według jednej z wersji była dziewiczą boginią. Niektóre źródła podają, iż miała z bogiem Zefirem (swoim mężem lub kochankiem) syna Erosa albo Potosa.
W sztuce przedstawiana jest zwykle jako urodziwa, młoda kobieta z wielkimi skrzydłami u ramion, w krótkiej lub długiej szacie lśniącej wszystkimi kolorami tęczy, z naczyniem w kształcie dzbanka do czerpania i rozlewania wody (ojnochoe; przynosiła w nim świętą wodę z podziemnej rzeki Styks na Olimp lub wodę dla chmur) w jednej ręce, z kaduceuszem (oznaką keryksa) w drugiej ręce. Starożytni Grecy nazywali ją „Taumantydą” (gr. Thaumantias, Thaumantos ‘córka Taumasa’), „złotopiórą”, „złotoskrzydłą” (gr. chrysopteron ‘o złotych skrzydłach’), „wiatronogą”, „wiatrolotną”.
Wyobrażenie o bogini przejawia się w sztukach plastycznych między innymi w greckim malarstwie wazowym i rzeźbie (wschodni przyczółek Partenonu, Iris A. Rodina), w muzyce (opera Iris P. Mascagniego), w literaturze (Iliada Homera, Król-Duch J. Słowackiego).
Imieniem bogini nazwano jedną z planetoid – (7) Iris, rodzaj bylin (o kolorowych kwiatach jak tęcza) z rodziny kosaćcowatych – Iris oraz gatunek motyla z rodziny rusałkowatych – Apatura iris.